# John Barrasso
John Anthony Barrasso (Casper (Wyoming), 21 juli 1952) is een Amerikaans politicus. Hij is een Republikeins senator voor de staat Wyoming. Hij werd in juni 2007 door de gouverneur van die staat aangewezen als opvolger van de overleden senator Craig Thomas.
Barrasso behaalde in 1974 een bachelor aan de Georgetown University van Washington D.C. In 1978 behaalde hij een medische graad aan diezelfde universiteit. Hij is een orthopedisch chirurg en had een eigen kliniek.
Barrasso was getrouwd met Linda Nix. Inmiddels zijn zij gescheiden. Samen hebben zij twee kinderen.
Barrasso deed in 1996 een onsuccesvolle worp naar de Republikeinse nominatie voor een senatorschap voor de staat Wyoming. In 2002 werd hij wel gekozen in de senaat van die staat. Daar hield hij zich onder andere bezig met de aanleg van snelwegen.
Barrosso werd op 22 juni 2007 aangewezen door de Democratische gouverneur Dave Freudenthal als de opvolger van de overleden senator Craig Thomas. In 2008 verdedigde Barrosso bij speciaal ingelaste verkiezingen zijn benoeming en won.
Barrosso wordt gezien als een conservatief, en als pro-life. Van de National Rifle Association heeft hij een A rating gekregen. Dit is positiefste ‘kwalificatie’ die door de organisatie gegeven wordt.
Alabama: Tuberville (R) · Britt (R)
Alaska: Murkowski (R) · Sullivan (R)
Arizona: Kelly (D) · Gallego (D)
Arkansas: Boozman (R) · Cotton (R)
Californië: Padilla (D) · Schiff (D)
Colorado: Bennet (D) · Hickenlooper (D)
Connecticut: Blumenthal (D) · Murphy (D)
Delaware: Coons (D) · Blunt Rochester (D)
Florida: R. Scott (R) · Moody (R)
Georgia: Ossoff (D) · Warnock (D)
Hawaï: Schatz (D) · Hirono (D)
Idaho: Crapo (R) · Risch (R)
Illinois: Durbin (D) · Duckworth (D)
Indiana: Young (R) · Banks (R)
Iowa: Grassley (R) · Ernst (R)
Kansas: Moran (R) · Marshall (R)
Kentucky: McConnell (R) · Paul (R)
Louisiana: Cassidy (R) · Kennedy (R)
Maine: Collins (R) · King (O)
Maryland: Van Hollen (D) · Alsobrooks (D)
Massachusetts: Warren (D) · Markey (D)
Michigan: Peters (D) · Slotkin (D)
Minnesota: Klobuchar (D) · Smith (D)
Mississippi: Wicker (R) · Hyde-Smith (R)
Missouri: Hawley (R) · Schmitt (R)
Montana: Daines (R) · Sheehy (R)
Nebraska: Fischer (R) · Ricketts (R)
Nevada: Cortez Masto (D) · Rosen (D)
New Hampshire: Shaheen (D) · Hassan (D)
New Jersey: Booker (D) · Kim (D)
New Mexico: Heinrich (D) · Luján (D)
New York: Schumer (D) · Gillibrand (D)
North Carolina: Tillis (R) · Budd (R)
North Dakota: Hoeven (R) · Cramer (R)
Ohio: Moreno (R) · Husted (R)
Oklahoma: Lankford (R) · Mullin (R)
Oregon: Wyden (D) · Merkley (D)
Pennsylvania: Fetterman (D) · McCormick (R)
Rhode Island: Reed (D) · Whitehouse (D)
South Carolina: Graham (R) · T. Scott (R)
South Dakota: Thune (R) · Rounds (R)
Tennessee: Blackburn (R) · Hagerty (R)
Texas: Cornyn (R) · Cruz (R)
Utah: Lee (R) · Curtis (R)
Vermont: Sanders (O) · Welch (D)
Virginia: Warner (D) · Kaine (D)
Washington: Murray (D) · Cantwell (D)
West Virginia: Moore Capito (R) · Justice (R)
Wisconsin: Johnson (R) · Baldwin (D)
Wyoming: Barrasso (R) · Lummis (R)
(D): Democraat · (R): Republikein · (O): Onafhankelijk
- International Standard Name Identifier: 0000 0003 9976 319X
- Library of Congress Control Number: no2013003196
- SNAC: w6sc4xt6
- Biographical Directory of the United States Congress: B001261
- Virtual International Authority File: 295262822
- WorldCat: E39PBJfWYQwhdP4fdHprFkFxjC